# Cattura di Mexicali
La cattura di Mexicali o anche la battaglia di Mexicali, fu la prima azione dei ribelli Magonisti contro il governo federale messicano di Porfirio Díaz durante la rivoluzione messicana. Sotto la direzione di Ricardo Flores Magón, un gruppo di ribelli conquistò la città di confine di Mexicali con poca resistenza.

## Contesto storico
Ricardo Flores Magón e suo fratello Enrique ebbero una lunga storia di episodi antigovernativi e socialisti prima della rivolta del 1911. Magón, che era il leader del Partito Liberale Messicano a Los Angeles, decise che l'inizio del 1911 era il momento migliore per iniziare un'insurrezione. In tutto il Messico stava scoppiando l'attività rivoluzionaria e l'esercito federale perdeva sempre più terreno. La Giunta Organizzatrice del Partito Liberale Messicano in California scelse quindi che la piccola città di confine di Mexicali doveva essere presa. L'accesso al confine avrebbe consentito alle forze liberali (o magoniste) di reclutare più facilmente volontari statunitensi e di rifornirle.
La giunta nominò l'armaiolo José María Leyva al comando di una forza magonista di altri 17 uomini. Leyva aveva partecipato allo sciopero di Cananea nel 1906 ed era un convinto attivista antigovernativo. Un socialista metà messicano e tedesco, Simón Berthold, fu posto come secondo al comando. Altri motivi per la scelta di Mexicali erano dovuti alla sua posizione strategica; lontana da Città del Messico e dai maggiori corpi dell'esercito federale. I magonisti speravano anche di catturare le entrate raccolte dagli agenti doganali messicani nella città.

## Cattura
All'alba del 29 gennaio, i diciotto magonisti furono condotti da Leyva oltre il confine con la California e lì, proprio di fronte alla linea internazionale, i magonisti trovarono un deposito di armi e si rifornirono di una sessantina di fucili, alcune pistole e diverse migliaia di munizioni. Poi si diressero verso il confine alla periferia di Mexicali e si divisero in tre gruppi. Prepararono le armi e attaccarono. Il primo gruppo fu guidato da Berthold che assaltò la dogana e catturò due ufficiali addormentati.
Il secondo gruppo si diresse verso la casa del capo della polizia e rapidamente prese il comando della struttura e prese in ostaggio l'uomo. Il terzo gruppo guidato da José Leyva attaccò la prigione dove fu sparato l'unico colpo della battaglia. Il carceriere José Villanova rifiutò di consegnare ai ribelli le chiavi delle celle della struttura. Fu ucciso a colpi di arma da fuoco dopo aver premuto la sua pistola dietro la porta del suo ufficio. I magonisti sentirono il rumore e spararono contro l'edificio. Dieci poliziotti messicani furono catturati all'interno del carcere. Villanova risultò l'unica vittima dell'operazione. Dopo aver preso la prigione, l'operazione terminò, i prigionieri furono liberati e nove di loro si unirono ai magonisti.

## Conseguenze
I due doganieri pagarono ai magonisti 385 000 dollari per la loro libertà e furono rilasciati in California. Dei dieci poliziotti catturati, sette furono liberati e corsero oltre il confine in California con solo la biancheria intima. Dopo la presa di Mexicali, la forza magonista crebbe rapidamente, da diciotto a oltre 400 uomini, la maggior parte dei quali erano cittadini bianchi americani. La campagna magonista iniziò a Mexicali e da lì i ribelli avrebbero catturato Tijuana il 9 maggio, prima di essere sconfitti a sud della città durante un altro impegno.
Sconfitti, i ribelli non detennero più il territorio e si sciolsero o fuggirono in California.